# Operatőr

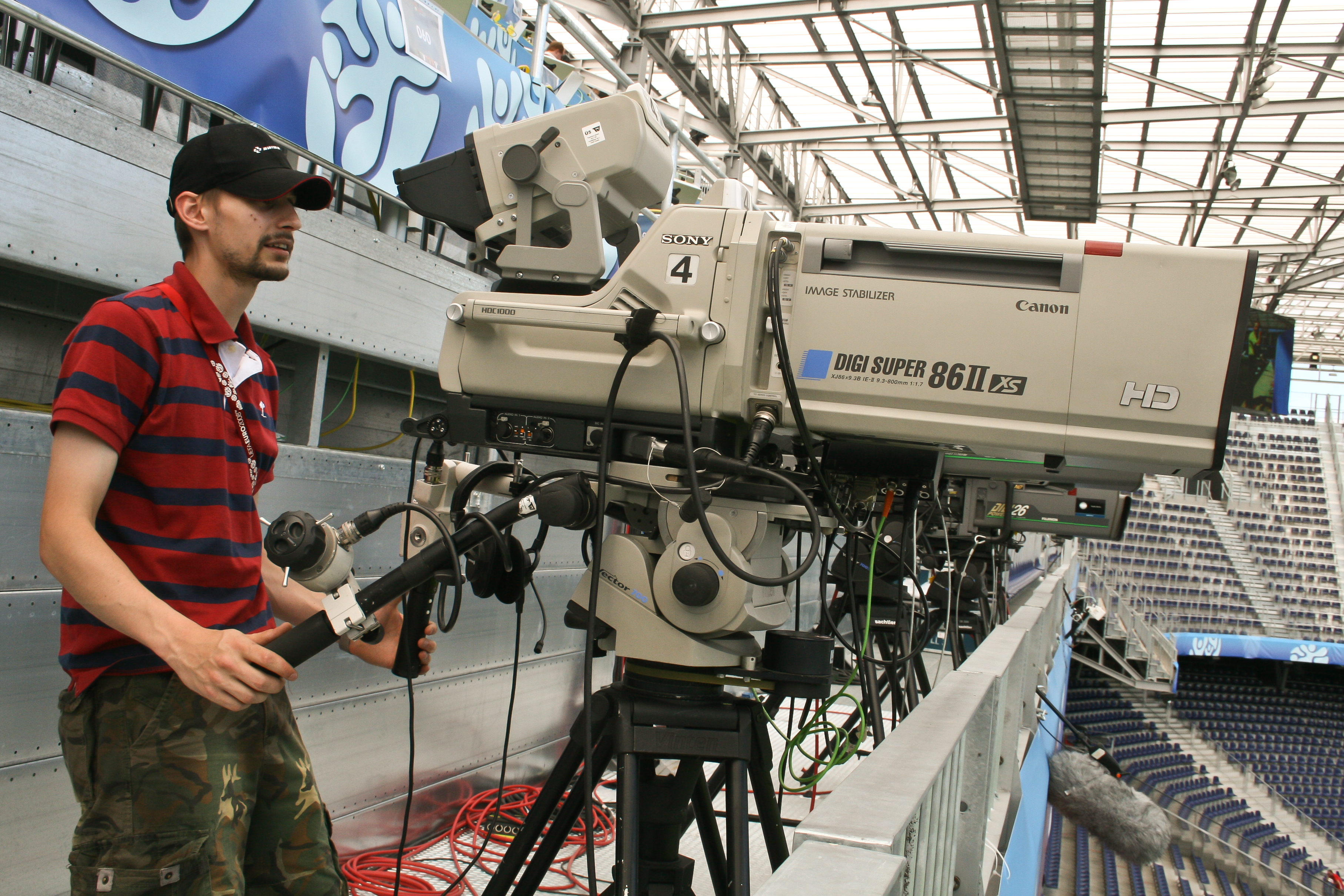
Tévéoperatőr

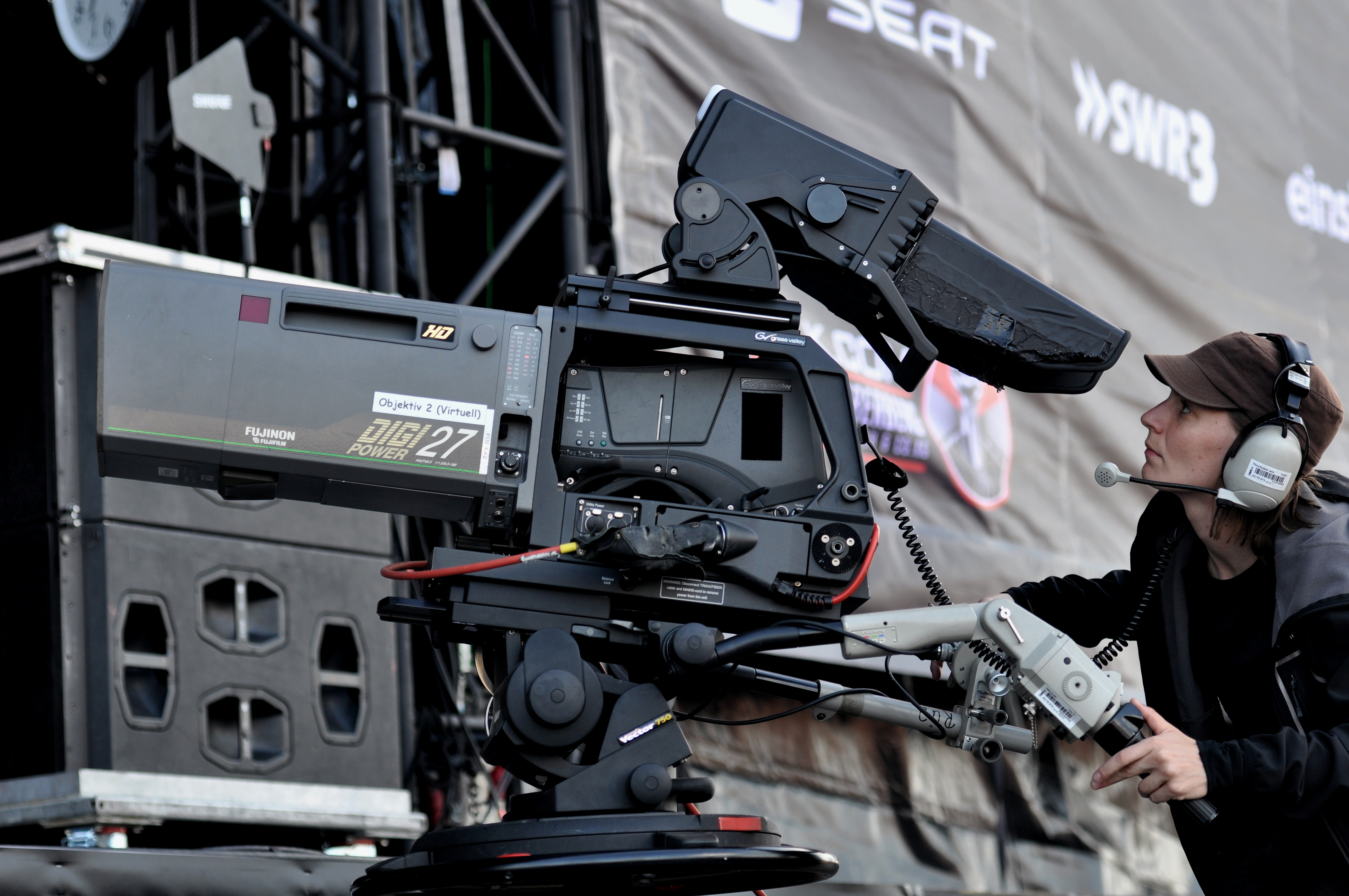
Operatőrnő egy rockkoncerten

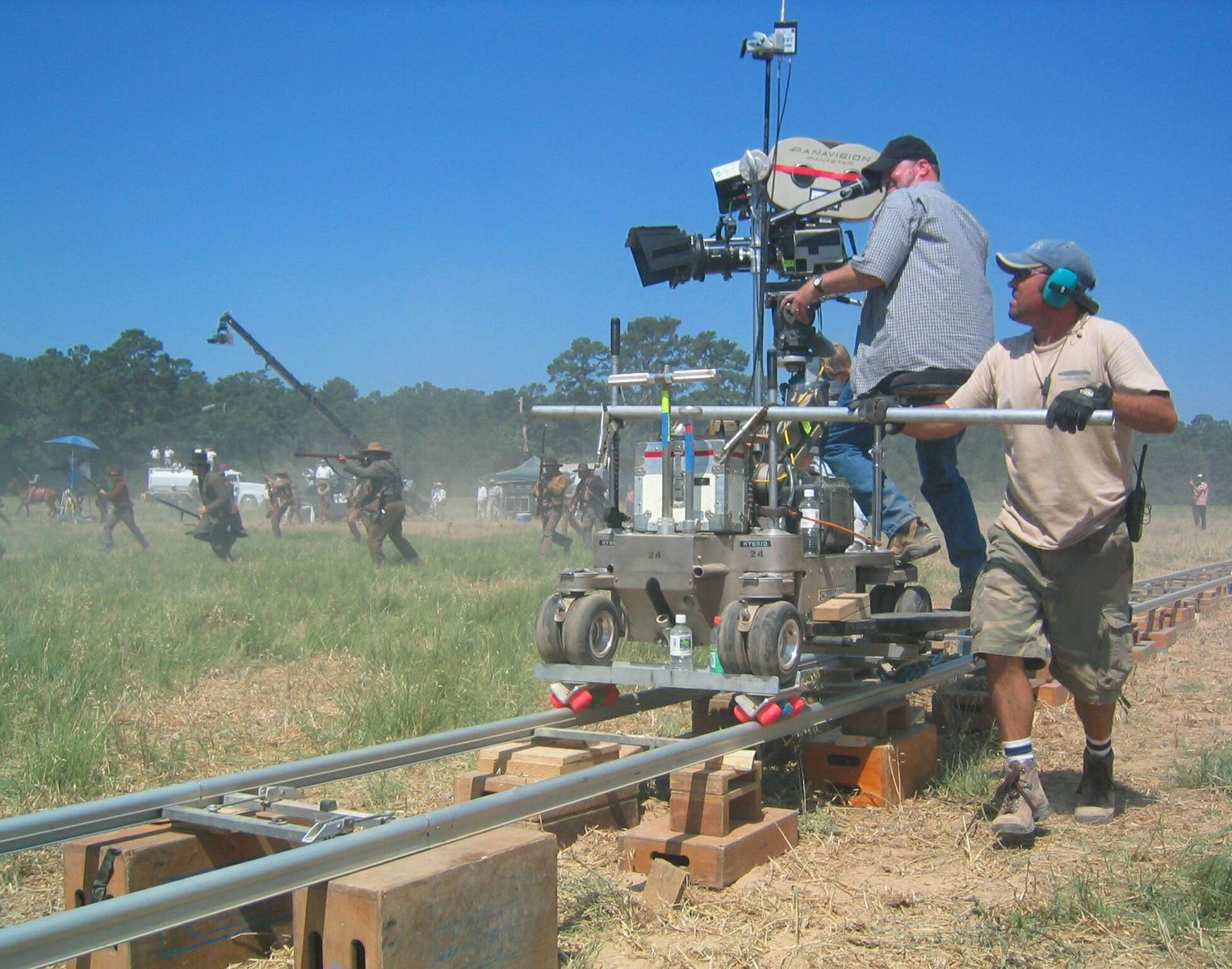
Mozifilm forgatása közben (2004)

Operatőrnek a filmgyártásban azt a személyt, rendszerint művészt, nevezik, aki a film képi felvételeit készíti, illetve irányítja. Az operatőri munka a fényképészetből nőtt ki, de a fényképezés és filmezés fejlődésével kitágult, és magába foglalja mindenféle kamera (például trükk) segítségével való felvétel készítését, így a televíziós felvételek készítését is.
Az operatőr a játékfilmben a használt kamerák számától és fajtájától függően nem egyedül készít felvételeket, hanem a segédoperatőrök, kameramanok, világosítók stb. közreműködésével dolgozik. Az eredeti képpel szinkronban lévő hangfelvétel készítése külön technológiát igényel.
A képek, beállítások, jelenetek megkomponálásán túl az operatőr dolga az adott filmhez illő nyersanyag megválasztása, a lefilmezendő dolgok, személyek megvilágításának irányítása, a kameramozgások beállítása, az exponált film előhívásának ellenőrzése stb. Angol nyelvterületen a fényképezés rendezőjének (director of photography) nevezik és a filmrendezővel egyenrangú művésznek tartják.

## Híres operatőrök

### Híres magyar operatőrök
- Andor Tamás
- Badal János
- Bíró Miklós
- Bornyi Gyula
- Forgács Ottó
- Halász Mihály
- Hegyi Barnabás
- Grunwalsky Ferenc
- Hildebrand István
- Illés György
- Jancsó Nyika
- Jankura Péter
- Kálmán István
- Kapitány Iván
- Kardos Sándor
- Király Attila
- Kovács László
- Kende János
- Klöpfler Tibor
- Koltai Lajos
- Körtési Béla
- László Ernő L. Ernest Laszlo
- Márk Iván
- Máthé Tibor
- Nagy András
- Novák Emil
- Pados Gyula
- Pohárnok Gergely
- Ragályi Elemér
- Rajkó Kinga Luca
- Rák József
- Réz Dániel
- Sas Tamás
- Sára Sándor
- ifj. Seregi László
- Singlár Ákos
- Somló Tamás
- Schuller Imre
- Szabó Árpád
- Szabó Gábor
- Szécsényi Ferenc
- Tóth János
- Vagyóczky Tibor
- Vancsa Lajos
- Vékás Péter
- Zentay László
- Zsigmond Vilmos
- Zsombolyai János

További forrás: Ki-kicsoda 1990-ben Magyarországon

### Híres külföldi operatőrök
- Di Palma, Carlo
- Di Venanzo, Gianni
- Kaye, Tony
- Khondji, Darius
- Lubezki, Emmanuel
- Martelli, Otello
- Nykvist, Sven
- Ondříček, Miroslav
- Rotunno, Giuseppe
- Salminen, Timo
- Storaro, Vittorio
- Tattersall, David
- Tissze, Eduard
- Deakins, Roger
- Toll, John

## Képzést indító felsőoktatási intézmények
- Budapesti Kommunikációs és Üzleti Főiskola – Kommunikációs és Művészeti Kar
- Színház- és Filmművészeti Egyetem